# 機械肉鋪
《機械肉鋪》（法語：La Charcuterie mécanique）是一部1895年由卢米埃尔兄弟製作的「幽默主題」電影（依製片方分類）。該電影在菲爾·哈迪的《奧魯姆電影百科全書》中，它被列為歷史上第一部科幻電影。影片內容是將一隻活豬放入一個機器中（實際上是一個大型木箱），豬隨即被轉化為各種豬肉製品，這些製品透過機器的另一端被取出。
短片主題在許多後續電影中得到了廣泛重複，例如乔治·阿尔伯特·史密斯的《製作香腸》（Making Sausages，亦稱《一切的終結》）(1897年)，該片展示了貓狗被機器轉化為香腸（還有一隻鴨子和一隻靴子）的過程。美國的Mutoscope和傳記公司在同年製作了《香腸機》（The Sausage Machine），這部影片諷刺了傳送帶系統。爱迪生制片厂接著製作了《肉舖裡的樂趣》（Fun in a Butcher Shop，1901）和《狗工廠》（Dog Factory，1904），兩部影片中再次展示了寵物狗被轉化為香腸的過程。前者展示了一個簡單的原始曲柄，而後者則描繪了一個帶有可逆過程的電動機器。

## 外部連結
- 互联网电影数据库（IMDb）上《The Mechanical Butcher》的资料（英文）
- La Charcuterie mécanique on Archive.org